# 謝若潮
謝若潮（?—?），福建省龍巖直隸州人，清朝政治人物、進士出身。
光緒三年（1877年），参加丁丑科殿試，登進士二甲第55名。同年五月，改翰林院庶吉士。光绪六年四月，散館后，著以知县即用